# Peter Scheerer
Peter Scheerer (* 16. prosince 1973) je režisér, producent a scenárista. Na svých dílech pracuje společně s filmařem Michaelem Roeschem.
Už od dětství je filmovým fanouškem. S natáčením filmů začal už jako školák, tenkrát natáčel krátké filmy formátu super 8. V době svého studia pracoval pro různé reklamní agentury.
Později začal spolupracovat s Michael Roesch jako scenárista, pracovali společně na filmech jako producentský tým. K scenáristickým dílům dvojice Scheerer a Roesch, která se dočkala filmového zpracování patří například Alone in the Dark, House of the Dead 2 a Far Cry.
Koncem roku 2005 zaznamenali Scheerer a Roesch svůj režisérský debut s filmem o upírech s názvem Brotherhood of Blood, ve kterém do hlavní role obsadili Victorii Prattovou, Sida Haiga a Kena Foreeho. Film měl světovou premiéru v říjnu 2007 na Mezinárodním festivalu ve španělském Sitges.
V roce 2007 Roesch a Scheerer režírovali Alone in the Dark II., ve kterém hráli Rick Yune, Lance Henriksen a Danny Trejo. Tento film navazuje na film z roku 2005 Alone in the Dark.

## Filmografie
- Alone in the Dark II (2009) (režie, scénář)
- Far Cry (2007) (scénář)
- In the Name of the King: A Dungeon Siege Tale (2007) (associate producent)
- Brotherhood of Blood (2006) (režisér, scenárista)
- BloodRayne (2006) (associate producer)
- House of the Dead 2 (film) (2005) (scenárista)
- Alone in the Dark (2005) (scenárista)